# Flying Without Wings
Flying Without Wings – trzeci singel irlandzkiego zespołu Westlife z debiutanckiego albumu Westlife.
W 2002 roku cover piosenki nagrał duet meksykańskiego piosenkarza Cristiana Castro i koreańskiego wykonawcy BoA. W 2004 roku ukazała się wersja live piosenki, nagrana podczas trasy koncertowej w Sztokholmie w wersji digital download i stała się pierwszym w historii utworem download, który dotarł do pierwszego miejsca UK Singles Chart.

## Listy utworów, formaty i wersje singla

### Wersja brytyjska
CD1
1. Flying Without Wings
2. Everybody Knows
3. Flying Without Wings (CD-Rom)

CD2
1. Flying Without Wings
2. That’s What It’s All About
3. Flying Without Wings (A cappella Mix)

### Wersja australijska
1. Flying Without Wings
2. I Have a Dream
3. Seasons in the Sun
4. Phone Messages (CD-Rom Function)

## Pozycje na listach
| Kraj/Lista                  | Najwyższa pozycja |
| --------------------------- | ----------------- |
| Świat                       | 28                |
| Australia Singles Chart     | 31                |
| Belgia Singles Chart        | 7                 |
| Niemcy Singles Chart        | 85                |
| Irlandia Singles Chart      | 1                 |
| Holandia Singles Chart      | 17                |
| Norwegia Singles Chart      | 7                 |
| Nowa Zelandia Singles Chart | 6                 |
| Szwecja Singles Chart       | 12                |
| UK Singles Chart            | 1                 |